# ضاد مستقبل الببتيد المرتبط بجين الكالسيتونين
ضادات مستقبل الببتيد المرتبط بجين الكالسيتونين (بالإنجليزية: CGRP receptor antagonists أو Calcitonin gene-related peptide receptor antagonists)‏ هي مجموعة من الأدوية الضادة لمستقبلات الببتيد المرتبط بجين الكالسيتونين.
من أمثلة هذه المجموعة:
- أولسيجيبانت
- تلكاجيبانت
- أوبروجيبانت.[1]

وتجرى التجارب السريرية على هذه الأدوية لاحتمال فعاليتها في علاج الصداع النصفي.